# Lange-Gletscher
Der Lange-Gletscher ist ein Gletscher an der Südküste von King George Island im Archipel der Südlichen Shetlandinseln. Er fließt unmittelbar südlich des Admiralen Peak in die Westseite der Admiralty Bay.
Teilnehmer der Fünften Französischen Antarktisexpedition (1908–1910) unter der Leitung des Polarforschers Jean-Baptiste Charcot kartierten ihn. Das UK Antarctic Place-Names Committee benannte ihn 1960 nach dem Norweger Alexander Lange (1860–1922), einem Pionier des Einsatzes von Fabrikschiffen beim Walfang  in Gewässern um die Südlichen Shetlandinseln zwischen 1905 und 1906.